# Dylan de Bruycker
Dylan de Bruycker (* 5. Dezember 1997 in Gent, Belgien), mit vollständigen Namen Dylan Alain Lucienne de Bruycker, ist ein belgisch-philippinischer Fußballspieler.

## Karriere

### Verein
Dylan De Bruycker erlernte das Fußballspielen in den belgischen Jugendmannschaften des ESA Bottelare, KAA Gent, FC Brügge und des SV Zulte Waregem. Seinen ersten Vertrag unterschrieb er im April 2017 bei dem philippinischen Verein Davao Aguilas. Der Verein aus Tagum spielte in der ersten Liga, der Philippines Football League. Nach der Saison 2018 gab der Verein bekannt, dass er sich aus der Liga zurückzieht. Im Januar 2019 verpflichtete ihn der ebenfalls in der ersten Liga spielende Ceres-Negros FC, der heutige United City FC. 2019 und 2020 feierte er mit der Mannschaft die Meisterschaft. 2019 gewann der mit dem Klub den PFL Cup. Das Endspiel gegen Kaya FC-Iloilo gewann man mit 2:1. Im Oktober 2020 wechselte er für zwei Monate zum Ligakonkurrenten Kaya FC-Iloilo. Für den Klub aus Iloilo City absolvierte er fünf Erstligaspiele. Im Dezember 2021 zog es ihn nach Thailand, wo er einen Vertrag beim Erstligisten Nakhon Ratchasima FC unterschrieb. Sein Debüt für den Verein aus Nakhon Ratchasima gab er am 16. Januar 2022 (17. Spieltag) im Auswärtsspiel beim Police Tero FC. Hier stand er in der Startelf und wurde in der 89. Minute gegen Naruphol Ar-romsawa ausgewechselt. Nakhon Ratchasima gewann das Spiel durch ein Elfmetertor von Kwame Karikari mit 1:0. Am Ende der Saison 2022/23 musste er mit Korat in die zweite Liga absteigen. Für Korat bestritt er 32 Erstligaspiele. Nach dem Abstieg wechselte er im Sommer 2023 nach Indonesien, wo er sich dem Erstligisten Bhayangkara FC aus Jakarta anschloss. Hier bestritt er bis Jahresende 2023 sieben Ligaspiele. Von Januar 2024 bis Mitte Februar 2025 war de Bruycker vertrags- und vereinslos. Vom 15. Februar 2025 bis Anfang Juli 2025 stand er beim philippinischen Erstligisten Manila Digger FC unter Vertrag. Im Sommer 2025 kehrte er nach Thailand zurück. Hier unterschrieb er in Ayutthaya einen Vertrag beim Erstligaaufsteiger Ayutthaya United FC.

### Nationalmannschaft
Dylan de Bruycker spielte von 2013 bis 2015 für die belgischen Jugendnationalmannschaft der U15, U16 und U17. 2019 spielte er einmal für die U23-Mannschaft der Philippinen. Sein erstes A-Länderspiel für die Nationalmannschaft der Philippinen bestritt er am 5. Dezember 2017 in einem Freundschaftsspiel gegen Osttimor. Hier stand er in der Startelf und wurde in der 55. Minute gegen Phil Younghusband ausgewechselt. Das Spiel im Taipei Municipal Stadium in Taipeh gewannen die Philippinen mit 1:0.

## Erfolge
Ceres-Negros FC/United City FC
- Philippines Football League: 2019, 2020
- PFL Cup: 2019, 2021

## Persönliches
Dylan De Bruycker ist der Sohn einer philippinischen Mutter und eines belgischen Vaters.